# Фогт, Фриц
Фриц Фогт (нем. Fritz Vogt; 17 марта 1918, Мюнхен — 3 апреля 1945, Фюрстенфельд) — немецкий офицер войск СС, штурмбаннфюрер СС, кавалер Рыцарского креста Железного креста с Дубовыми листьями.

## Биография
Фриц Фогт родился 17 марта 1918 года в городе Мюнхен. 1 апреля 1935 поступил в части усиления СС, служил в штандарте СС «Дойчланд». В этом подразделении Фриц служил в 3-м штурме. В 1939 году окончил юнкерское училище СС в Бад-Тёльце. 20 апреля 1939 Фриц Фогт стал унтерштурмфюрером СС и был назначен командиром взвода во 2-м штурме разведывательного штурмбанна СС. Фриц Фогт принял участие в Польской и Французской кампаниях. За успешный подрыв целой секции фортификационных бункеров голландской армии вдоль канала Маас-Вааль и захват в плен целого батальона французской армии под Лисом, Фогт был награждён Рыцарским Крестом Железного Креста.
В начале 1941 года становится командиром 2-й роты разведывательного батальона СС дивизии СС «Рейх». Фогт принял участие в Балканской кампании и в боях на Восточном фронте. 8 февраля 1942 за отличия в боях под Москвой награждён Немецким крестом в золоте. С октября 1941 преподаватель юнкерского училища СС в Бад-Тёльце, с февраля 1942 — унтер-офицерского училища СС в Лауэнбурге. Летом 1943 переведён в дивизию СС «Мёртвая голова», а затем в запасной учебный танковый полк СС.
С октября 1943 командир 1-го батальона 23-го добровольческого моторизованного полка СС «Норге» добровольческой моторизованной дивизии СС «Нордланд». Участник боёв под Ленинградом и в районе Нарвы, где его часть была практически полностью уничтожена. Руководил воссозданием батальона, который в конце 1944 отправлен в Венгрию, где включён в состав 5-й танковой дивизии СС «Викинг» и в марте 1945 преобразован в 5-й разведывательный батальон СС. Погиб в бою 3 апреля 1945 года в районе города Фюрстенфельд.

## Чины
- Унтерштурмфюрер СС (20 апреля 1939)
- Оберштурмфюрер СС (1 июня 1940)
- Гауптштурмфюрер СС (9 ноября 1942)
- Штурмбаннфюрер СС (30 января 1945)

## Награды
- Железный крест (1939)
  - 2-й степени (23 сентября 1939)
  - 1-й степени (27 мая 1940)
- Медаль «За зимнюю кампанию на Востоке 1941/42» (1 августа 1942)
- Нагрудный знак «За участие в общих штурмовых атаках»
- Знак «за ранение»
- Нарукавный знак «За уничтоженный танк»" в серебре
- Немецкий крест в золоте (8 февраля 1942) — оберштурмфюрер СС, командир 2-й роты разведывательного батальона СС «Рейх»
- Рыцарский крест Железного креста с Дубовыми листьями
  - Рыцарский крест (4 сентября 1940) — оберштурмфюрер СС, командир взвода во 2-й роте разведывательного батальона СС дивизии усиления СС
  - Дубовые листья (№ 785) (16 марта 1945) — гауптштурмфюрер СС, командир 1-го батальона 23-го моторизованного полка СС «Норге»